# 普莫里峰
普莫里峰(Pumori 或 Pumo Ri)是南亞的山峰，位於中國西藏和尼泊爾接壤的邊境，屬於喜馬拉雅山脈的一部分，海拔高度7,161米，德國和瑞士攀山隊在1962年首次登上該山峰。普莫里峰的左侧是Chumbu Peak，普莫里峰的右侧是凌川峰。

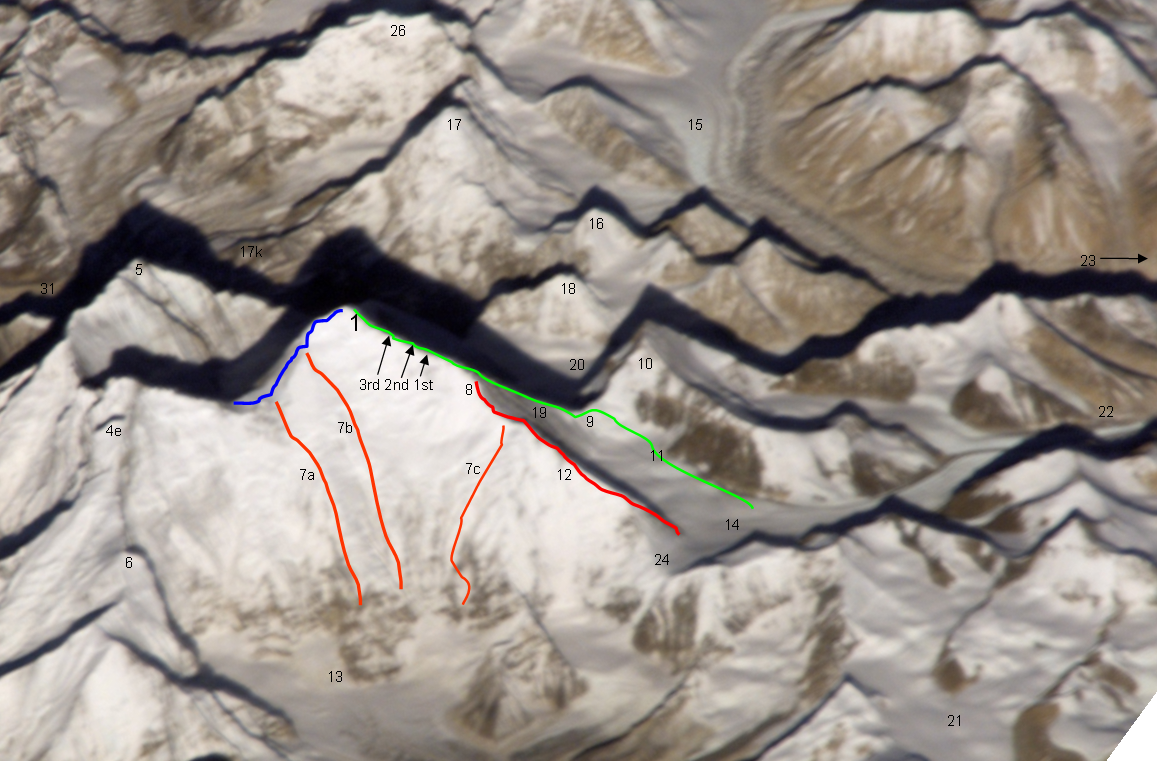
各種攀登路徑，图中标示9是北坳，标示13是卓穷冰川，标示14是東絨布冰川，标示15是西絨布冰川，标示16是凌川峰，标示17是普莫里峰，标示18是坤布崎峰，标示20是中絨布冰川，标示24是热补拉山坳(Raphu La, Rapiu La)，标示28是(Chumbu Peak)